# Agathangelus I van Constantinopel

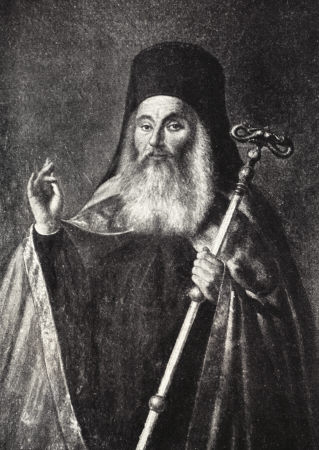
Agathangelus I van Constantinopel

Agathangelus I (Grieks: Αγαθάγγελος) (Adrianopel, 1769 - aldaar, 1862) (Grieks: Αγαθάγγελος) was patriarch van Constantinopel van 26 september 1826 tot 5 juli 1830.
Hij werd geboren in een Bulgaars dorp bij Edirne. Zijn geboortenaam is niet bekend, hij noemde zichzelf een Bulgaar. Hij werd monnik in het klooster Iveron op de Oros Athos en nam de naam Agathangelos aan. In het klooster kreeg hij een theologische scholing.
Rond het jaar 1800 werd hij priester van de Griekse Gemeente in Moskou. In 1815 werd hij tot Metropoliet van Belgrado gewijd. In 1817 nam hij deel aan de verkiezing van Miloš Obrenović tot vorst van Servië. In 1821 nam hij deel aan de Griekse opstand tegen het Ottomaanse Rijk en werd gearresteerd. In 1825 werd Agathangelos metropoliet van Chalkedon.
In 1826 werd hij tot patriarch van Constantinopel gekozen, nadat zijn voorganger Chrysanthos afgezet en verbannen werd.
Agathangelos maakte zich al snel niet geliefd in de Griekse kerk. In 1827 tijdens de Griekse Onafhankelijkheidsoorlog werd hem verzocht zich voor de vrijlating van Griekse opstandelingen bij Sultan Mahmud II in te zetten. Hij bracht daarna een boodschap over van de sultan aan Ioannis Kapodistrias, de eerste president van het onafhankelijke Griekenland, om zich weer aan het Osmaanse Rijk te onderwerpen.
Patriarch Agathangelos gold als streng en onbuigzaam tegenover de aan hem ondergeschikte clerus. Hij had deelgenomen aan de verkiezing van de Orthodoxe patriarch van Jeruzalem, die als een handeltje werd gezien.
Na financiële onregelmatigheden en omstreden besluiten werd hij in 1830 afgezet. Agathangelos werd vervolgens naar Kayseri gestuurd en ging vandaar naar Edirne, waar hij in 1832 overleed.
Agathangelos beheerste de Griekse, Turkse, Bulgaarse, Russische en Franse taal. Hij produceerde verschillende geschriften over theologische thema's als de doop, het huwelijk en Myron, een geparfumeerde heilige olie die wordt gebruikt in de Oosters-orthodoxe Kerk.